# Ain't No Other
| Recensione       | Giudizio |
| ---------------- | -------- |
| AllMusic         | [ 1 ]    |
| Robert Christgau | A-       |

Ain't No Other è il quarto album della rapper statunitense MC Lyte, pubblicato nel 1993 da First Priority e Atlantic. Dopo il tentativo pop di Act Like You Know, MC Lyte torna al suo familiare hardcore.

## Tracce
1. Intro – 0:19
2. Brooklyn – 4:03 (Lana Moorer, Tyrone Fyffe, Franklin Grant, Markell Riley)
3. Ruffneck – 3:57 (Moorer, Aquil Davidson, Markell Riley, Walter Scott)
4. What's My Name Yo – 3:38 (Moorer, Kevin McKenzie, Scott McKenzie)
5. Lil Paul – 3:27 (Moorer, Funk)
6. Ain't No Other – 3:36 (Moorer, Backspin)
7. Hard Copy (feat. Lil Que & Makeba Mooncycle) – 2:30 (Linque Ayoung, Backspin)
8. Fuck That Motherfucking Bullshit – 3:17 (Vaughn Alford, Kirk Robinson)
9. Intro – 0:05
10. I Go On – 4:47 (Moorer, Aquil Davidson, Franklin Grant, Markell Riley)
11. One Nine Nine Three – 3:27 (Moorer, Backspin)
12. Never Heard Nothin' Like This – 3:06 (Kirk Robinson)
13. Can I Get Some Dap – 3:34 (Moorer, Backspin)
14. Let Me Adem – 3:22 (Moorer, Backspin)
15. Steady Fucking – 5:08 (Moorer, Kirk Robinson, Nat Robinson)

Tracce bonus
1. Who's House – 4:50
2. I Cram to Understand U – 7:04

## Classifiche settimanali
| Classifica (1993)         | Posizione massima |
| ------------------------- | ----------------- |
| Billboard 200             | 90                |
| US Top R&B/Hip-Hop Albums | 16                |